# 下费尔
下费尔是德国莱茵兰-普法尔茨州的一个市镇。总面积11.67平方公里，总人口1011人，其中男性409人，女性602人（2011年12月31日），人口密度87人/平方公里。